# 玉虫左太夫
玉蟲 左太夫（たまむし さだゆう）は、江戸時代後期の仙台藩士。諱は誼茂。字は子発。

## 経歴
文政6年（1823年）、仙台藩士の玉蟲伸茂の末子として誕生。幼名は勇八。弘化3年（1846年）に江戸の昌平黌で林復斎に学び、やがて彼に代わり塾長となる。
安政4年（1857年）には、箱館奉行堀利煕と共に蝦夷地を調査し、『入北記』を著す。万延元年（1860年）には、同著の詳細な記述や観察眼を認められ、万延元年遣米使節の記録係として渡米、ポーハタン号での生活やアメリカの風俗などについて詳細に記録し、『航米日録』として上梓、貴重な史料として残っている。帰国後大番士となり、のちに養賢堂指南統取となった。
慶応4年（1868年）戊辰戦争が勃発すると、奥羽越列藩同盟の成立に尽力し軍務局副頭取となり、会津藩などとの連携のために使者として奔走する。しかし、翌明治2年（1869年）に仙台藩が降伏するなどして同盟は崩壊、玉虫は寒風沢島に寄港していた榎本武揚率いる旧幕府軍艦隊に参じて蝦夷地へ逃れようとするも捕らえられ、投獄される。約半年の獄中生活の末、獄中で切腹を命じられた。享年47。
墓所は仙台市若林区の保春院。
子孫に玉虫文一がいる。

## 主著
- 「蝦夷紀行」
- 「航米日録」 - 子孫が現代語訳した『仙台藩士幕末世界一周』が荒蝦夷から出版されている。
- 「波山記事」
- 「遊武記」
- 「官武通紀」
- 「夷匪入港録」